# Ilse Rohnacher
Ilse Rohnacher (n. 12 iulie 1926, Heidelberg, Republica de la Weimar – d. 22 mai 2016, Heidelberg, Germania) a fost o autoare germană.

## Date biografice
Ilse Rohnacher s-a născut în Heidelberg, copilăria a petrecut-o în Kaiserslautern și Heidelberg. După terminarea școlii, a urmat un curs de traducătoare, unul pentru artă și un studiu de pedagogică socială în Mainz. Va lucra mai mulți ani în Mannheim. Din 1996 va lucra ca doctor docent la academia din Heidelberg. Împreună cu Marliese Echner-Klingmann va publica trei volume de poezii scrise în dialectul din regiunea Heidelberg. Una dintre poeziile sale în care critica naționalismul, va atrage asupra ei ura și critica neonaziștilor. Ilse Rohnacher a trăit o viață retrasă în Heidelberg.

## Publicații ale ei împreună cu Marliese Echner Klingmann
- Stoppelfelder streichle. Mundartgedichte. Pfälzische Verlagsanstalt, Landau 1984, ISBN 3-87629-052-X
- Du un ich. Mundartgedichte. Heidelberger Verlagsanstalt, Heidelberg 1988, ISBN 3-920431-91-X
- Blädderraschle. Mundartgedichte. C. Winter, Heidelberg 1996, ISBN 3-8253-7091-7

## Alte opere
- Vor einem halben Jahrhundert. Walter Jensen und das Naturtheater auf dem Harlass. Dokumentation. Hrsg. Stadt Heidelberg. Heidelberg, 1981
- Die Lügenbrücke. Eine Kindheit in der Kurpfalz, (Podul Minciunilor), Geschichten und Erinnerungen. Pfälzische Verlagsanstalt, Landau 1990, ISBN 3-87629-188-7